# Hamza ibn Ali ibn Ahmad
Hamza ibn Ali ibn Ahmad (en árabe: حمزة بن علي بن أحمد; Zozan, año 985–La Meca?, año 1021) fue un misionero ismailí persa del siglo XI y líder fundador del drusismo. 
Nació en Zozan, Persia, gobernada por los samaníes (actual provincia de Jorasán Central, Irán), y predicó su corriente heterodoxa de ismailismo en El Cairo durante el reinado del califa fatimí al-Hakim bi-Amr Allah. Según Hamza, al-Hakim era Dios manifestado. A pesar de la oposición del clero ismailí establecido, Hamza persistió, aparentemente siendo tolerado o incluso patrocinado por el propio al-Hakim, y estableció una jerarquía paralela de misioneros en Egipto y Siria. Tras la desaparición (o, más probablemente, el asesinato) de al-Hakim en febrero de 1021, Hamza y sus seguidores fueron perseguidos por el nuevo régimen. El propio Hamza anunció su retiro en su epístola final a sus seguidores, en la que también prometió que al-Hakim regresaría pronto y marcaría el comienzo del fin de los tiempos. Hamza desapareció posteriormente, aunque una fuente contemporánea afirma que huyó a La Meca, donde fue reconocido y ejecutado. Su discípulo Baha al-Din al-Muqtana reanudó el esfuerzo misionero de Hamza en 1027-1042, finalizando las doctrinas de la fe drusa.

## Origen
La vida de Hamza ibn Ali y su papel exacto en el nacimiento del movimiento druso no están del todo claros, ya que las principales fuentes sobre él (el cronista cristiano contemporáneo Yahya de Antioquía, el historiador musulmán Ibn Zafir y las propias epístolas de Hamza) a menudo son contradictorias.
Según Ibn Zafir, Hamza ibn Ali nació en Zozan en Khurasan (actual Irán) y originalmente era un fabricante de fieltro. Emigró al Egipto fatimí y no parece haber estado activo antes del año 1017/18, aunque pudo haber estado presente en El Cairo ya en 1013, mientras describe los acontecimientos que rodearon el nombramiento de Abd al-Rahim ibn Ilyas como heredero aparente (walī ʿahd al-muslimīn) del califa fatimí, al-Hakim bi-Amr Allah (r. 996-1021).

## Muerte
En la noche del 13 de febrero de 1021, el califa al-Hakim desapareció durante uno de sus habituales paseos nocturnos, probablemente víctima de una conspiración palaciega. El poder fue tomado por su hermana, Sitt al-Mulk, como regente de su sobrino Ali az-Zahir (r. 1021-1036). El nuevo régimen rápidamente revirtió muchas de las controvertidas políticas de al-Hakim, instituyendo un retorno a la ortodoxia ismailí. Como parte de esta reacción ismailí, las autoridades fatimíes lanzaron una severa persecución contra el movimiento druso.
Unos meses después de la desaparición de al-Hakim, Hamza escribió una epístola de despedida (Risālat al-Ghayba, 'Epístola de la Ocultación'), en la que anunciaba su retiro y el ocultamiento u ocultación (ghayba) de al-Hakim. En él, Hamza instó a sus seguidores a mantener la fe, ya que el período de pruebas pronto pasaría y llegaría el fin de los tiempos.
Según el cronista bagdadí contemporáneo Al-Jatib al-Baghdadi, Hamza huyó de la persecución a La Meca, donde fue puesto bajo la protección del gobernante local, el Jerife de La Meca. Sin embargo, pronto fue reconocido por los peregrinos egipcios del Hajj, que exigieron su ejecución. El jerife ordenó la decapitación de Hamza y de uno de sus esclavos frente a una de las puertas de la Kaaba. Los cadáveres fueron crucificados y apedreados por los transeúntes; sus restos fueron posteriormente quemados.